# 第1海兵航空団
第1海兵航空団（だい1かいへいこうくうだん、英: 1st Marine Aircraft Wing、略称：1st MAW）は、アメリカ海兵隊の航空団の一つ。第3海兵遠征軍に所属し、司令部は日本の沖縄県キャンプ・フォスター内、キャンプ・バトラーにある在沖海兵隊基地司令部と同じ建物内にある。現在の兵員数は海兵隊員と海軍兵合わせて約6,400人。アメリカ国外に司令部のある唯一の海兵航空団である。

## 歴史
創設は1941年7月7日。
第二次世界大戦ではニューギニアをはじめいくつかの戦闘に参加した。
1963年には合同軍事演習に参加するために台湾の屏東基地に派遣されたほか、ベトナム戦争にも参加し、多くの作戦に従事した。ちなみにベトナム戦争末期のフリークエント・ウィンド作戦において、サイゴンにある旧アメリカ大使館から最後に飛び立ったのは、この航空団に所属する機体であった。

## 部隊編成

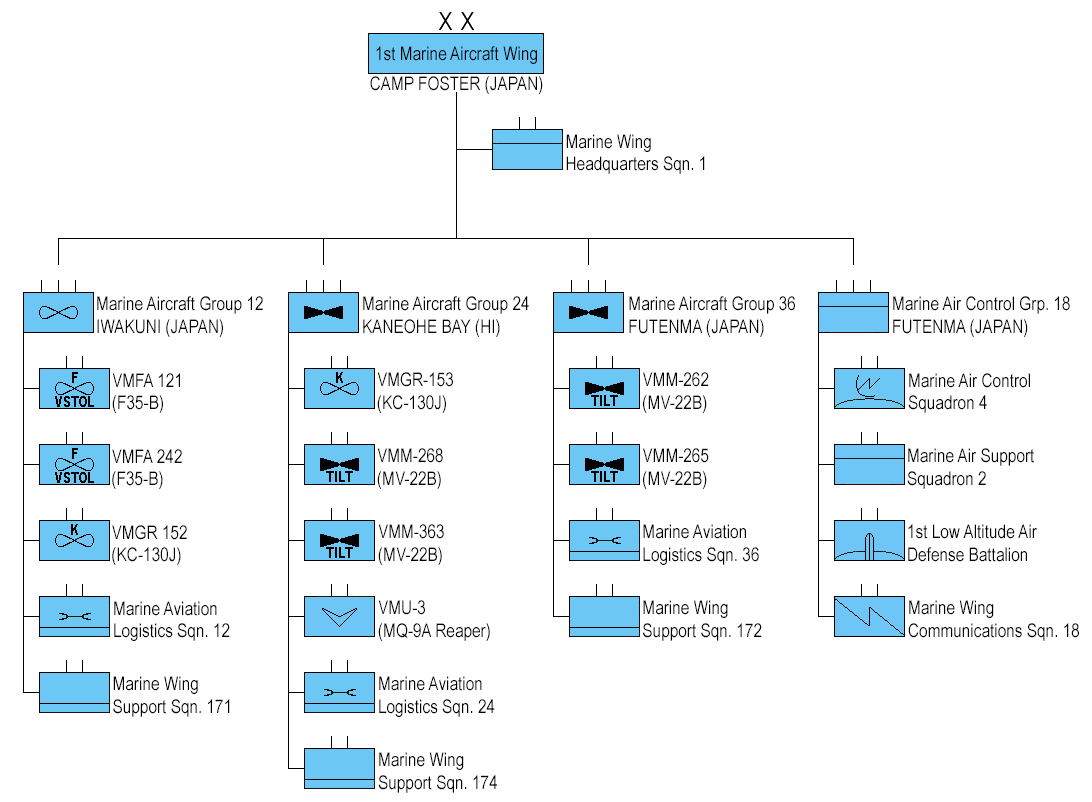
第1海兵航空団編成図

第1海兵航空団には、以下の隷下部隊が配置されている。なお、第24海兵航空群のCH-53EはCH-53Kへ順次、更新される。また、第12海兵航空群には、他の海兵航空群から6か月のローテーションで編入される飛行隊がある。
- 第1海兵航空団司令部（キャンプ・フォスター）
  - 第1海兵航空団司令部飛行隊（英語版）（MWHS-1）"America’s Finest"
- 嘉手納海兵航空団連絡隊（英語版）（MWLK）（嘉手納空軍基地）
- 第12海兵航空群（英語版）（岩国海兵隊航空基地）
  - 第12海兵航空群司令部司令中隊/飛行隊（H&HS） - UC-12W
  - 第171海兵航空団支援中隊（英語版）（MWSS-171）"The Sentinels"
  - 第121海兵戦闘攻撃飛行隊（英語版）（VMFA-121）"Green Knights" - F-35B
  - 第152海兵空中給油輸送飛行隊（英語版）（VMGR-152）"Sumos" - KC-130J
  - 第242海兵戦闘攻撃飛行隊（英語版）（VMFA-242）"Bats" - F-35B
  - 第12海兵航空兵站中隊（英語版）（MALS-12）"Marauders"
- 第24海兵航空群（英語版）（カネオヘ・ベイ海兵隊航空基地）
  - 第24海兵航空団支援分遣隊（英語版）（MWSD-24）"Gryphons"
  - 第268海兵中型ティルトローター飛行隊（英語版）（VMM-268）"Red Dragons" - MV-22B
  - 第363海兵中型ティルトローター飛行隊（英語版）（VMM-363）"Lucky Red Lions" - MV-22B
  - 第367海兵軽攻撃ヘリコプター飛行隊（英語版）（HMLA-367）"Scarface" - AH-1Z、UH-1Y
  - 第463海兵重ヘリコプター飛行隊（英語版）（HMH-463）"Pegasus" - CH-53E
  - 第3海兵無人機飛行隊（英語版）（VMU-3）"Phantoms" - RQ-21A
  - 第24海兵航空兵站中隊（英語版）（MALS-24）"Warriors"
- 第36海兵航空群（普天間海兵隊航空基地）
  - 第36海兵航空群司令部司令中隊/飛行隊（H&HS） - UC-35D、UC-12W
  - 第172海兵航空団支援中隊（英語版）（MWSS-172）"Firebirds"
  - 第262海兵中型ティルトローター飛行隊（VMM-262）"Flying Tigers" - MV-22B
  - 第265海兵中型ティルトローター飛行隊（VMM-265）"Dragons" - MV-22B
  - 第36海兵航空兵站中隊（MALS-36）"Bladerunner"
- 第18海兵航空管制群（英語版）（普天間海兵隊航空基地）
  - 第4海兵航空管制中隊（英語版）（MACS-4）"Vice Squad"
  - 第2海兵航空支援中隊（英語版）（MASS-2）"Pacific Vagabonds"
  - 第18海兵航空団通信中隊（英語版）（MWCS-18）
  - 第18人事支援分遣隊

## 配属基地
- 普天間海兵隊航空基地 - MV-22B飛行隊が配備されている。
- 岩国海兵隊航空基地 - F-35B飛行隊が配備されている。
- カネオヘ・ベイ海兵隊航空基地 - ヘリコプターおよびMV-22B飛行隊が配備されている。